# Ch-22
Ch-22 Burja (v kódu NATO AS-4 Kitchen) je sovětská protilodní střela dlouhého dosahu.
Střela Ch-22 může být nesena strategickými bombardéry Tu-95 a Tu-22M. Byla vybavena konvenční nebo jadernou hlavicí a určená k ničení amerických svazů letadlových lodí.

## Vznik a vývoj
V roce 1958 byly spuštěny práce na systému K-22, který zahrnoval novou střelu dlouhého dosahu Ch-22, vyvíjený bombardér projektu "105" (později známý jako Tu-22) a radiolokátor PN. Vývojem rakety byla pověřena konstrukční kancelář OKB-155 (od roku 1966 Raduga) s hlavním konstruktérem A. J. Berezniakem.
Nová střela byla dalším rozpracováním systémů K-10P a K-14, ale představovala kvalitativní krok vpřed. V důsledku použití raketového motoru na kapalné palivo byla v nadmořské výšce 22,5 km dosažená rychlost letu 3,5 Machu.
Nový systém dostal index D-2 a jeho prototypy byly vyráběny v závodě 256 v Dubně. V roce 1962 začaly na palubě speciálně upraveného Tu-16K-22 zkoušky nové rakety. V roce 1967 byly ukončeny státní zkoušky Ch-22 na palubě Tu-22K a raketa byla zařazena do výzbroje dálkového letectva. Sériová výroba Ch-22 začala v závodě 256, pak v strojírenském závodě v Uljanovsku a později probíhala i v dalších podnicích.

## Nasazení
První bojové použití rakety bylo hlášeno během ruské invaze na Ukrajinu v roce 2022. Dne 11. května 2022 se na internetu objevilo video ukazující strategický bombardér Tu-22M3 ruského letectva, jak odpaluje dvojici dvou střel Ch-22 na cíle kdesi na Ukrajině.
Ministerstvo obrany Spojeného království uvedlo, že Rusko proti pozemním cílům možná používá protilodní střely jako je Ch-22. Takové střely „jsou vysoce nepřesné, a proto mohou způsobit vážné vedlejší škody a ztráty“.
V červnu 2022 byly při útoku na obchodní centrum v Kremenčuku údajně použity dvě střely Ch-22 odpálené ruskými bombardéry Tupolev Tu-22M, které zabily nejméně 21 lidí a zranily nejméně 59. Jedna střela se trefila přímo do obchodního centra, zatímco druhá dopadla asi 450 metrů daleko na okraj závodu Kredmaš, který primárně vyrábí míchačky na asfalt a beton, kde zranila dva ze 100 přítomných zaměstnanců. Obě střely mohly být namířeny na stejný cíl, protože tato vzdálenost je v omezené přesnosti střel Ch-22 (podle mezinárodního bezpečnostního experta Sebastiena Roblina „pouze polovina střel dopadne do 600 metrů od záměrného bodu“).
14. ledna 2023 střela tohoto typu, odpálená z Tu-22M ruského 52. těžkého bombardovacího pluku, zasáhla dům na sídlišti v Dnipru, přičemž zahynulo nejméně 44 civilistů a mnoho dalších bylo zraněno. Poradce kanceláře prezidenta Oleksij Arestovyč opakovaně prohlásil, že raketu sestřelila ukrajinská protivzdušná obrana, která to popřela. Arestovyč 17. ledna podal rezignaci.

## Varianty

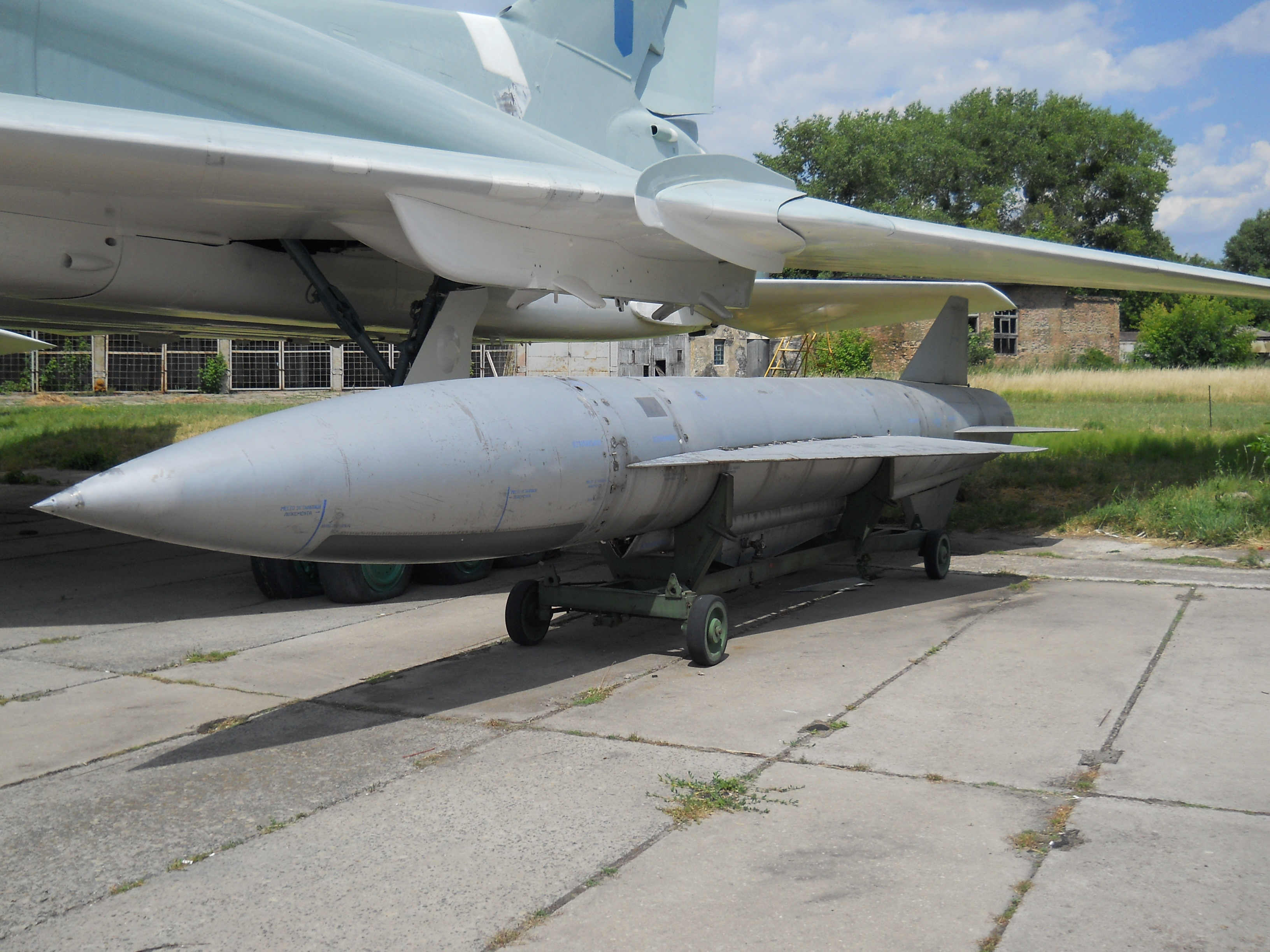
Ch-22NA

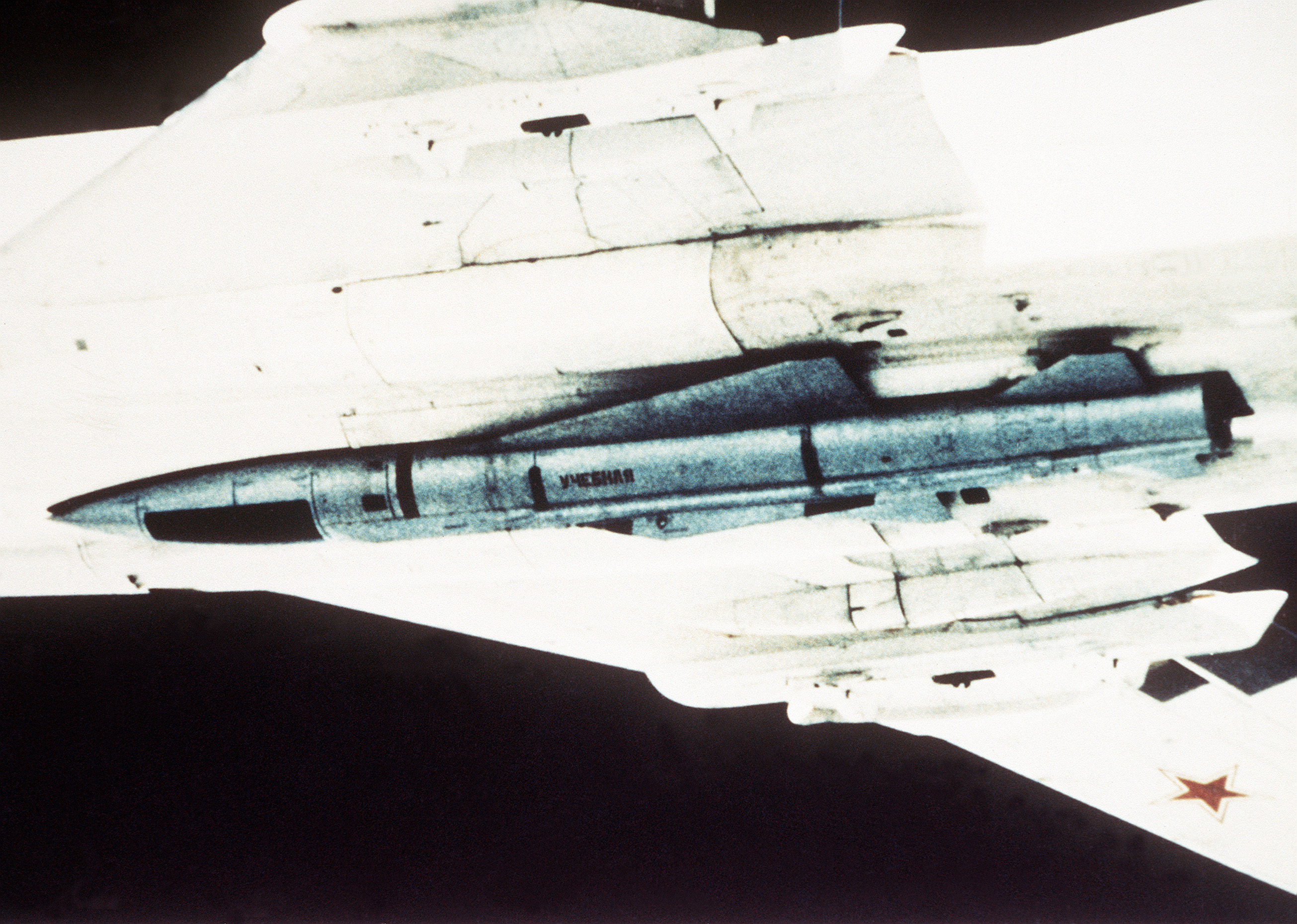
Cvičná raketa Ch-22NA pod křídlem Tu-22M

- Ch-22 představuje základní variantu s aktivním radarovým naváděním a konvenční bojovou hlavicí o hmotnosti 950 kg. Jejími nosiči byly Tu-22K, Tu-95k-22 a Mjasiščev 3M.
- Ch-22PS je varianta s inerciálním systémem navádění, určeným k ničení cílů s předem zadanými souřadnicemi. Měla jadernou hlavici o síle 0,35 až 1 megatuny. Jejími nosiči byly Tu-22K, Tu-95K-22 a Tu-22M. Do výzbroje bombardérů byla zařazena v roce 1971.
- Ch-22M byla verze s novým motorem, jehož systém řízení umožňoval raketě letět buď rychlostí 2 nebo 3,4 Machu (v nadmořské výšce 12 nebo 22,5 km). Ch-22 měla inerciální i aktivní radarový naváděcí systém. Jejími nosiči byly Tu-22KD a Tu-22M. Do výzbroje bombardérů byla zařazena v roce 1974.
- Ch-22P byla verze s novým motorem, jehož systém řízení umožňoval raketě letět buď rychlostí 2 nebo 3,4 Machu (v nadmořské výšce 12 nebo 22,5 km). Ch-22 měla pasivní radarový naváděcí systém. Jejími nosiči byly Tu-22K a Tu-95k-22.
- Ch-22MA byla verze, která měla inerciální naváděcí systém a jadernou hlavici o síle 0,35 megatuny. Jejími nosiči byly Tu-22K, Tu-22KPD a Tu-22M. Do výzbroje bombardérů byla zařazena v roce 1974.
- Ch-22N byla verze s novým inerciálním a aktivním radarovým naváděcím systémem. Inerciální systém poskytoval vysokou přesnost a umožňoval zapnutí aktivního radarového systému až v závěrečné fázi letu, což umožnilo nepozorovaně se přiblížit k nepřátelskému cíli. Aktivní radarový systém však nebyl dostatečně odolný vůči rušení, neboť pracoval na stejných pevných frekvencích. Nosiči rakety byly Tu-22m2, Tu-22M3 a Tu-95k-22. Do výzbroje bombardérů byla zařazena v roce 1976.
- Ch-22NA byla verze s novým inerciálním systémem. Nosiči rakety byly Tu-22M2, Tu-22M3 a Tu-95K-22. Do výzbroje bombardérů byla zařazena v roce 1976.[9]

## Uživatelé
- Rusko
- Sovětský svaz